# Односи Србије и Андоре
Односи Србија-Андора су инострани односи Републике Србије и Кнежевине Андоре.

## Билатерални односи
Дипломатски односи са Андором су успостављени 2005. године.
Амбасада Републике Србије у Мадриду (Шпанија) радно покрива Андору.
Андора је гласала за пријем Косова у УНЕСКО приликом гласања 2015.

## Политички односи
- Посета бившег министра спољних послова Вука Јеремића 4. октобра 2010. године.[1]

Република Србија нема амбасаду у Кнежевини Андори, већ ову земљу покрива преко своје амбасаде у Мадриду (Краљевина Шпанија). Тренутна амбасадорка је Катарина Лалић-Смајевић.
Кнежевина Андора нема амбасаду у Републици Србији, већ ову земљу покрива преко своје амбасаде у Бечу (Република Аустрија). Тренутна амбасадорка је Марта Салват Батиста..

## Економски односи
- Робна размена у 2020. години износила је 57.000 долара. Извоз Србије у Кнежевину Андору вредео је скромних 52.000 УСД, док је увоз био симболичних 4.000 долара.
- У 2019. години робна размена је износила 130.000 долара (извоз Србије у Андору износио је 36.000 УСД, а увоз из Андоре 94.000 долара.
- Размена роба у 2018. години вредела је 151.000 УСД. Извоз из наше земље био је 51.000 долара, док је увоз износио 99.000 УСД.[4][5]